# Re:member
Re:member è un brano musicale del gruppo giapponese Flow, e pubblicato il 31 maggio 2005 come loro nono singolo. Il brano è stato utilizzato come ottava sigla di apertura degli episodi dal 179 al 202 dell'anime Naruto. Il singolo è arrivato alla dodicesima posizione della classifica Oricon dei singoli più venduti in Giappone, rimanendo in classifica per otto settimane, e vendendo 22 875 copie.

## Tracce
CD singolo KSCL-992
1. Re:member - 3:19
2. Your song - 3:24
3. Kaleidoscope (カレイドスコープ) - 3:40
4. Re:member -Vocalless Mix- - 3:22
5. Re:member -NARUTO Opening Mix- - 1:34

Durata totale: 15:17

## Classifiche
| Classifica (2005) | Posizione massima |
| ----------------- | ----------------- |
| Giappone (Oricon) | 12                |